# Kiehlia obscura
Kiehlia obscura är en svampart som beskrevs av Viégas 1944. Kiehlia obscura ingår i släktet Kiehlia och familjen Parmulariaceae.   Inga underarter finns listade i Catalogue of Life.